# Delfinowate
Delfinowate, delfiny oceaniczne (Delphinidae) – rodzina ssaków wodnych z parworząd zębowców w obrębie infrarzędu waleni (Cetacea). Należą do niej delfiny oceaniczne i przybrzeżne, których naturalnym środowiskiem życia jest woda słona.

## Budowa
Zwierzęta te mają wrzecionowate ciało, o długości od 1 do 5 m największe do 8 m, wydłużone szczęki uzbrojone w liczne stożkowe zęby. Skóra delfinów jest gładka, z rzadka może mieć szczątkowe owłosienie. Gruczoły skórne delfina wydzielają śluz zmniejszający opór środowiska i umożliwiający im osiągać zadziwiające prędkości. Na końcu ogona znajduje się fałd skórny, pełniący funkcję poziomej płetwy ogonowej. Jest to główny narząd ruchu delfina.
Pysk delfinów zawdzięcza swój charakterystyczny wygląd czołu zawierającemu melon, czyli okrągły narząd odgrywający rolę w echolokacji oraz szczękom wydłużonym na kształt dzioba. Uzębienie u niektórych gatunków może być bardzo liczne. 
Szkielet dostosowany jest do środowiska życia zwierzęcia. Kości czaszki zachodzą na siebie ściśle, kręgi szyjne uległy połączeniu i unieruchomieniu. Szkielet pokryty jest grubą warstwą mięśni i tkanki tłuszczowej zapewniającej utrzymanie ciepła. Delfiny mają duży mózg o silnie pofałdowanej korze mózgowej, będący powodem wysokiej inteligencji i rozwoju psychicznego, porównywalnego z rozwojem szympansów. Często wypływają na powierzchnię, by zaczerpnąć powietrza. Służą do tego nozdrza z jednym otworem, usytuowane na czubku głowy, za oczami. Płuca delfina są proporcjonalnie niewiele większe od ludzkich około 1,5 raza, jednak delfiny wykorzystują tlen efektywniej i magazynują go w mięśniach, dzięki czemu mogą długo przebywać pod wodą.
Kolor ciała delfinów typowo składa się z różnych odcieni szarości. Grzbiet jest wyraźnie oddzielony od reszty ciała ciemniejszym ubarwieniem, brzuch jest jaśniejszy. To podstawowe tło często jest uzupełnione różnymi liniami i polami o rozmaitych odcieniach i kontrastach.

## Odżywianie
Delfiny są drapieżnikami, ich pożywienie stanowią ryby najczęściej sardynki, makrele, śledzie, dorsze, głowonogi, ośmiornice, mątwy, kałamarnice a także skorupiaki i robaki. Chwytają ofiarę przy pomocy stożkowatych zębów, a następnie połykają w całości. Gatunki o wydłużonym pysku z wieloma małymi zębami polują przede wszystkim na ryby, a delfiny o krótkich pyskach z mniejszą liczbą zębów chwytają zazwyczaj głowonogi. Wyjątkiem jest orka, największy przedstawiciel rodziny delfinowatych, która poluje głównie na zwierzęta stałocieplne: foki, pingwiny i inne walenie. Duże skupiska delfinów występują w pobliżu prądów wznoszących, gdyż wypływająca na powierzchnię woda z dna jest bogata w substancje odżywcze i stanowi pożywkę dla planktonu, który przyciąga ławice ryb.

## Pływanie
Delfiny są znakomitymi pływakami, poruszają się dzięki ruchom całego ciała w dół i w górę, a pomagają im w tym silne płetwy ogonowe. Płetwy brzuszne służą do sterowania i pomagają w utrzymaniu równowagi. Delfiny potrafią osiągać prędkości zbliżone do 50 km/h. Często wyskakują ponad powierzchnię wody. Czasem wykonują przy tym akrobatyczne figury. Przypisuje się im z tego powodu skłonność do zabawy. Obdarzone są dużą ciekawością, zbliżają się do statków, aby dać się nosić ich falom.
Nurkują do głębokości 260 metrów, ale tylko w poszukiwaniu pożywienia. Częstotliwość oddechów delfina, który znajduje się na powierzchni, znacznie się waha - od 1 do 6 na minutę. Delfiny butlonose mogą wstrzymywać oddech do około piętnastu minut.

## Życie w stadzie
Delfiny żyją w gromadach (czasem w parach). Liczba osobników w grupie nie jest stała, niektóre osobniki opuszczają stado i przyłączają się do innego. Na miejscach bogatych w pożywienie gromady mogą łączyć się w stada liczące do tysiąca osobników. Często też z powodu małej ilości pożywienia na danym terytorium duże stada dzielą się na mniejsze.
Delfiny potrafią stosować taktykę w polowaniu. Gromada okrąża ławicę i zacieśnia krąg, strasząc ryby wydawanymi świstami i wypuszczanymi pęcherzykami powietrza. Im mniejsza jest grupa, tym silniejsza hierarchia samców i samic. Pomiędzy członkami grupy powstają silne więzi. W obliczu zagrożenia słabsze osobniki są otaczane przez silniejsze i bronione. Zdarza się, że delfiny towarzyszą rannemu lub choremu osobnikowi, pomagając mu utrzymywać się na powierzchni, aż do samego końca. Może to być jedna z przyczyn osiadania delfinów na plażach.
W toku ewolucji delfiny wypracowały skomplikowane metody porozumiewania się za pomocą różnych dźwięków: klekotu, pisków, gwizdów. Z badań wynika, że niektóre potrafią imitować ludzki śmiech i mowę.

## Zmysły

Zasada działania melona

Głównym zmysłem delfinów jest słuch. Słyszą dźwięki o częstotliwości do 153 kHz. Mogą odbierać sygnały stereofoniczne, dzięki czemu określają kierunek, z którego dochodzi dźwięk. Węch występuje u delfinów w postaci szczątkowej. Oczy przystosowane są do widzenia pod wodą i w powietrzu. Delfiny posiadają zdolność wydawania ultradźwięków i posługują się echolokacją, pozwala ona lokalizować nawet niewielkie obiekty zagrzebane w mule (fale dźwiękowe przechodzą przez ciała stałe), sondować głębokość, oceniać kierunek i porozumiewać się na duże odległości. Dźwięki powstające podczas wydmuchiwania powietrza przez nozdrza są skupione przez zbiornik tłuszczowy na czole (tzw. melon), który działa na zasadzie soczewki.
Odbite od różnych obiektów dźwięki trafiają do ucha środkowego przez kanał tłuszczowy w wydrążeniu szczęki dolnej. Dzięki analizie odbitego echa, w mózgu powstaje dokładny obraz otoczenia. Szybka analiza tych informacji możliwa jest dzięki znacznej liczbie komórek mózgowych delfina. Delfiny są mniej aktywne w nocy. Zamykają wtedy oczy na przemian, by dać odpocząć poszczególnym partiom mózgu. Czasem jednak dostosowują się do zwyczajów swoich ofiar i polują także w nocy.

## Rozmnażanie
Organy rozrodcze usytuowane są w fałdach skóry na brzuchu. Samice parzą się tylko co cztery do pięciu lat. U samców cykl płciowy powtarza się co rok. W tym czasie samiec może zapłodnić więcej niż jedną samicę. Ciąża trwa kilka miesięcy w zależności od gatunku, zwykle około roku. Przeciętna długość życia delfinów pospolitych i butlonosych wynosi około 20 lat, ale niektóre gatunki dożywają 50 lat.

## Środowisko
Delfiny zamieszkują morza i oceany całego świata (jednak masowo występują w cieplejszych rejonach). Ich bliscy krewniacy, delfiny słodkowodne, występują też w dorzeczach słodkich tropikalnych rzek, takich jak: Orinoko, Amazonka, La Plata, Ganges, Brahmaputra oraz Jangcy. Delfiny słodkowodne uważane są za najbardziej pierwotną grupę waleni. Posiadają one szereg cech przystosowawczych, na przykład ruchomą szyję umożliwiającą poruszanie głową, oraz szerokie płetwy piersiowe, które ułatwiają manewry.

## Ewolucja delfinowatych
Delfiny pochodzą od drapieżnych ssaków lądowych - prakopytnych żyjących około 50 mln lat temu (zobacz ewolucja waleni).

## Systematyka
Do rodziny delfinowatych należą następujące podrodziny:
- Incertae sedis
  - Orcinus Fitzinger, 1860 – orka
  - Leucopleurus J.E. Gray, 1866 – jedynym przedstawicielem jest Leucopleurus acutus (J.E. Gray, 1828) – delfinowiec białoboki
  - Lagenorhynchus J.E. Gray, 1846 – delfinowiec – jedynym żyjącym współcześnie przedstawicielem jest Lagenorhynchus albirostris (J.E. Gray, 1846) – delfinowiec białonosy
- Lissodelphininae F.C. Fraser & Purves, 1960
- Globicephalinae Gill, 1872
- Delphininae J.E. Gray, 1821

Opisano również kilkanaście rodzajów wymarłych:
- Arimidelphis Bianucci, 2005[21] – jedynym przedstawicielem był Arimidelphis sorbinii Bianucci, 2005
- Astadelphis Bianucci, 1996[22] – jedynym przedstawicielem był Astadelphis gastaldii (Brandt, 1874)
- Australodelphis Fordyce, Quilty & Daniels, 2002[23] – jedynym przedstawicielem był Australodelphis mirus Fordyce, Quilty & Daniels, 2002
- Eodelphinus Murakami, Shimada, Hikida & Soeda, 2014[24] – jedynym przedstawicielem był Eodelphinus kabatensis (Horikawa, 1977)
- Etruridelphis Bianucci, 2009[25] – jedynym przedstawicielem był Etruridelphis giulii (Lawley, 1876)
- Hemisyntrachelus Brandt, 1873[26]
- Norisdelphis Kimura & Hasegawa, 2020[27] – jedynym przedstawicielem był Norisdelphis annakaensis Kimura & Hasegawa, 2020
- Platalearostrum Post & Kompanje, 2010[28] – jedynym przedstawicielem był Platalearostrum hoekmani Post & Kompanje, 2010
- Pliodelphis Belluzzo & Lambert, 2021[29] – jedynym przedstawicielem był Pliodelphis doelensis Belluzzo & Lambert, 2021
- Protoglobicephala Aguirre-Fernández, L.G. Barnes, Aranda-Manteca & Fernández-Rivera, 2009[30] – jedynym przedstawicielem był Protoglobicephala mexicana Aguirre-Fernández, L.G. Barnes, Aranda-Manteca & Fernández-Rivera, 2009
- Septidelphis Bianucci, 2013[31] – jedynym przedstawicielem był Septidelphis morii Bianucci, 2013

Taksony wątpliwe o niepewnej pozycji taksonomicznej (nomen dubium):
- Delphinus domeykoi R.A. Philippi, 1887
- Delphinus feres Bonnaterre, 1789
- Delphinus pliocenus Gervais, 1852
- Lagenorhynchus thicolea J.E. Gray, 1849
- Delphinus tursio Fabricius, 1780
- Steno cudmorei Chapman, 1917
- Tursiops miocaenus Portis, 1885

## Delfiny a człowiek

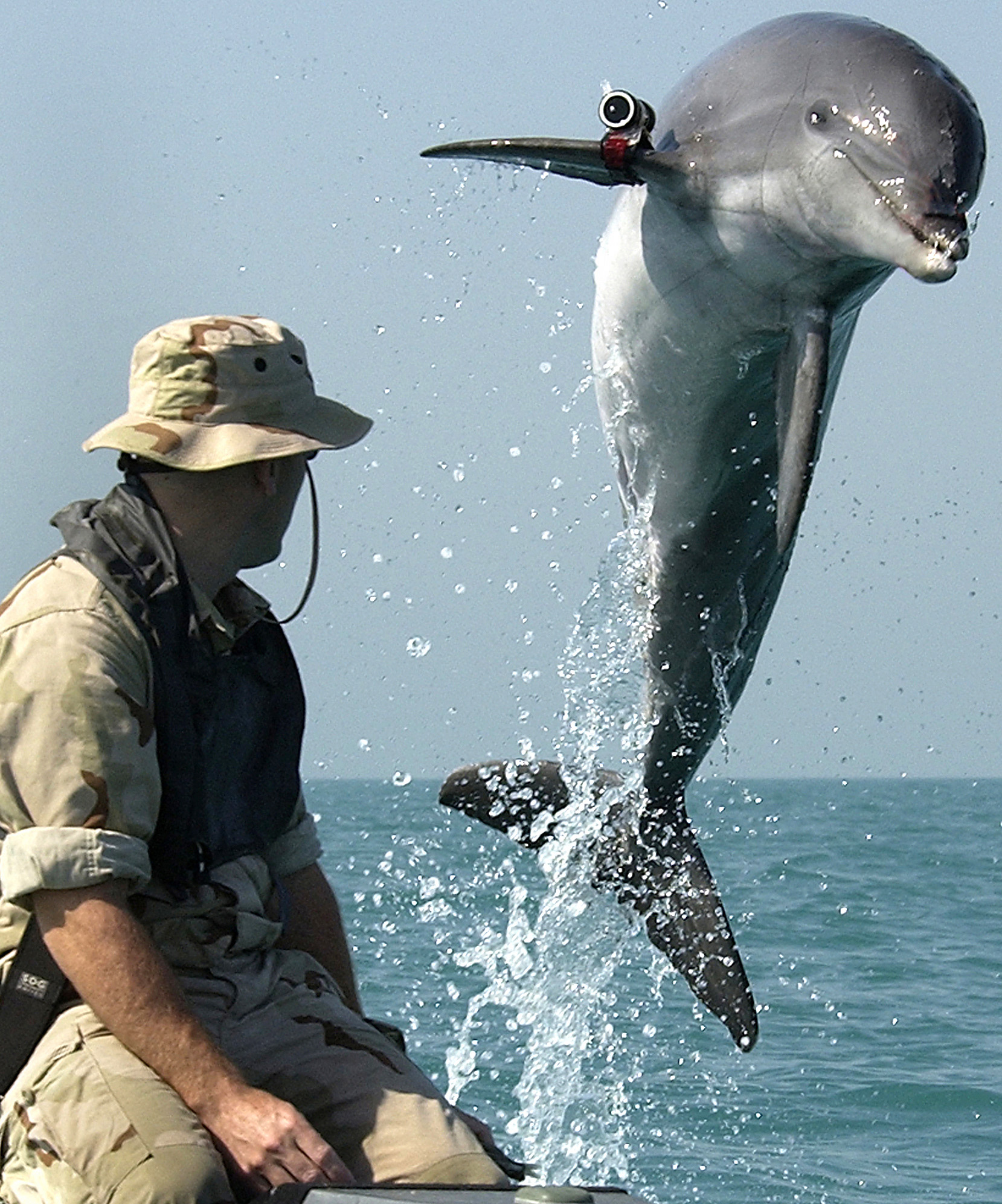
Butlonos w czasie działań przeciwminowych, z sygnalizatorem położenia na płetwie piersiowej, z programu morskich ssaków marynarki wojennej USA.

Są łatwe do oswojenia i poddawane są tresurze. Często są trzymane w specjalnych basenach (tak zwanych delfinariach), gdzie urządzane są pokazy ich tresury. Delfiny trzymane w niewoli żyją o wiele krócej niż osobniki żyjące na wolności. Połowa umiera po 2 latach podczas gdy dzikie osobniki żyją od 40-60 lat. Jest to spowodowane głównie zbyt małą przestrzenią życiową (delfiny w środowisku naturalnym przepływają dziennie do 100 kilometrów), złą jakością wody, zbytnią eksploatacją dla pieniędzy, czy też zakłóceniem echolokacji na małej przestrzeni, gdzie dochodzi do interferencji fal. Delfiny mają niezwykle rozwinięte więzi społeczne i rodzinne, a mózg delfina jest tak rozwinięty, że jego psychika podatna jest na depresje i choroby psychosomatyczne, na przykład choroby wrzodowe żołądka na tle nerwowym. Dlatego przedwczesna śmierć może być również powodowana szokiem psychicznym związanym ze złapaniem i stratą najbliższych.
Delfiny fascynowały ludzi od starożytności. Wielokrotnie zdarzało się, iż delfiny ratowały rozbitków lub broniły ludzi przed drapieżnikami, dlatego wiąże się z nimi wiele legend i opowieści. Najstarsze dowody obcowania ludzi z delfinami to rysunki skalne w północnej Norwegii, pochodzące z około 2200 lat przed naszą erą. Wiele okazów starożytnej sztuki użytkowej przedstawia delfiny np. fresk w komnacie królowej w Knossos. 600 lat przed naszą erą Ezop napisał bajkę „Małpa i delfin”. Starożytni Grecy karali zabicie delfina śmiercią. W Rzymie bito monety z wytłoczonym delfinem, a w koloniach greckich delfiny stanowiły swego rodzaju obwódkę na pieniądzach. W mitologii aborygenów australijskich istnieją legendy o tym, że delfiny przybyły z gwiazdozbioru Syriusza, aby nauczyć ludzi radości i spontaniczności w życiu. W średniowieczu widok wieloryba albo delfina uważano za dobrą wróżbę.
Obcowanie z delfinami ma działanie terapeutyczne dla osób z zaburzeniami psychosomatycznymi. Leczenie przy pomocy obcowania z delfinami nazywa się delfinoterapią.
Delfiny są łowione dla mięsa i tłuszczu. Często też giną, dostając się przypadkiem w sieci trałowców. Niektóre gatunki uzyskały status zagrożonych wyginięciem. Walkę o zaprzestanie ich połowów prowadzą różne organizacje ekologiczne, szczególnie na dużą skalę Greenpeace.